# Brothers (álbum de The Black Keys)
| Críticas profissionais | Críticas profissionais |
| Avaliações da crítica  | Avaliações da crítica  |
| Fonte                  | Avaliação              |
| ---------------------- | ---------------------- |
| allmusic               | [ 1 ]                  |

Brothers é o sexto álbum de estúdio da banda norte-americana The Black Keys, lançado em 18 de maio de 2010.
O álbum venceu o Grammy na categoria "Best Alternative Music Album", bem como na categoria "Best Recording Package", a canção "Tighten Up" venceu o Grammy na categoria "Best Rock Performance By A Duo Or Group With Vocals".

## Faixas
Todas as faixas escritas e compostas por Dan Auerbach e Patrick Carney, exceto "Never Gonna Give You Up" por Kenneth Gamble, Leon Huff e Jerry Butler. 
| N.º | Título                                            | Duração |  |
| 1.  | "Everlasting Light"                               | 3:24    |  |
| 2.  | "Next Girl"                                       | 3:18    |  |
| 3.  | "Tighten Up"                                      | 3:31    |  |
| 4.  | "Howlin' for You"                                 | 3:12    |  |
| 5.  | "She's Long Gone"                                 | 3:06    |  |
| 6.  | "Black Mud"                                       | 2:10    |  |
| 7.  | "The Only One"                                    | 5:00    |  |
| 8.  | "Too Afraid to Love You"                          | 3:25    |  |
| 9.  | "Ten Cent Pistol"                                 | 4:29    |  |
| 10. | "Sinister Kid"                                    | 3:45    |  |
| 11. | "The Go Getter"                                   | 3:37    |  |
| 12. | "I'm Not the One"                                 | 3:49    |  |
| 13. | "Unknown Brother"                                 | 4:13    |  |
| 14. | "Never Gonna Give You Up (cover de Jerry Butler)" | 3:39    |  |
| 15. | "These Days"                                      | 5:12    |  |

## Desempenho nas paradas musicais
| Parada musical (2010)           | Posição |
| ------------------------------- | ------- |
| Estados Unidos - Billboard 200  | 3       |
| Estados Unidos - Digital Albums | 2       |
| Estados Unidos - Rock Albums    | 1       |

## Créditos
- Dan Auerbach — Guitarra, vocal, baixo, piano
- Patrick Carney — Bateria